# Universal Records

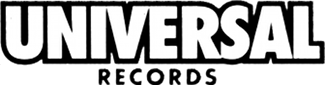
Logo de Universal Records.

Universal Records fue fundada en 1995 por MCA Records con el nombre de Rising Tide Records. Ese mismo año, Seagram Company Ltd. adquiere el 80% de MCA INC. y en 1996, el sello discográfico de Rising Tide Records pasa a llamarse Universal Records. 

## Sellos discográficos pertenecientes
- 19 Recordings
- Bad Boy Records
- Cash Money Records
- Freedream
- Hip-O Records
- New Door Records

## Artistas
- Lucero
- Juanes
- 50 Cent
- Yon Rawlmer
- 98 Degrees
- Afroman
- Akon
- Ali Lohan
- Alicia Villarreal
- Baby Bash
- Backstreet Boys
- Boyz II Men
- Brad Arnold
- Cristian Hacked by: Kurius
- Chamillionaire
- Crucial Conflict
- CNBLUE
- Damian Marley
- David Banner
- Drake Bell
- 2NE1
- Erykah Badu
- Franco Lizarraga
- Gotán Project
- Hard Rockerus Band
- Heavy Handed
- Infinite Mass
- Jamiroquai
- Jodeci
- KISS
- Lady GaGa
- Lindsay Lohan
- Lil' Romeo
- Lola Marsh
- Lost Boyz
- Lumidee
- Marco Antonio Solís
- Mary J. Blige
- Mr. Cheeks
- Ms. Toi
- Mylène Farmer
- Myriam
- Mystic (6)
- Nach
- Nach Scratch
- Of Monsters and Men
- Owl City
- Paulina Rubio
- Porta
- Raekwon
- Rakim
- Raphael Saadiq
- Remy Martin
- Ricky Martin
- Rock Incandescente
- S Club
- SafetySuit
- Samantha Mumba
- Sheek Louch
- Spax
- Stephen Marley
- Sticky Fingaz
- St. Lunatics
- Taylor Swift
- The Mars Volta
- Tokio Hotel
- Tracey Lee
- Tadeo Rodriguez Belfer
- Warren G
- Jonas Brothers
- Yon Rawlmer